# Côte des Bar
De Côte des Bar is een streek in het noordoosten van Frankrijk. Het als région naturelle aangewezen gebied ligt het departement Aube, in de regio Grand Est. Het is het zuidelijke deel van de Champagne, dat onder de Appellation d'Origine Contrôlée valt. Er liggen wijngaarden, waar de druiven voor champagne worden verbouwd. De naam van het gebied komt van de twee steden Bar-sur-Seine en Bar-sur-Aube.